# Hugo León
Hugo Roberto León Puelma (Santiago, 1 de diciembre de 1924 - Santiago, 8 de octubre de 1996) fue un ingeniero, empresario y dirigente gremial chileno. Se desempeñó como ministro de Obras Públicas durante la dictadura militar del general Augusto Pinochet entre 1975 y 1979.

## Familia y estudios
Sus padres fueron Adolfo León Entralá y Elisa Puelma Cruchaga. Era sobrino nieto del diputado y ministro Ramón León Luco y tataranieto del también diputado y comerciante Pedro Nolasco León. Realizó sus estudios primarios y secundarios en el Internado Nacional Barros Arana de la capital. Posteriormente, cursó los superiores en la carrera de ingeniería civil en la Universidad de Chile, corporación de la que se tituló en 1949, con mención en hidráulica.
Contrajo matrimonio tres veces: la primera con Tatiana Babarovic Denegri, con quien tuvo tres hijos; la segunda con María Angélica Figueroa Marimón, con quien tuvo una hija; y la tercera con Luz Angélica Balmaceda Errázuriz, con quien tuvo un hijo.

## Vida pública
Partió como funcionario de la estatal Corporación de Fomento de la Producción (Corfo), llegando a ser gerente general de la azucarera Iansa.
Fue director de la Cámara Chilena de la Construcción (CChC) entre agosto de 1964 y agosto de 1965 y presidente de esta entidad entre 1972 y 1974. También fue vicepresidente de la Corporación de Mejoramiento Urbano (1966) y director de la Corporación del Cobre y de la Sociedad Minera Mixta Andina (1967-1970).
Desempeñó el cargo de ministro de Obras Públicas por encargo del general Pinochet entre el 14 de abril de 1975 y el 17 de abril de 1979.
Notable hito de su periodo a cargo de esta cartera fue la puesta en operaciones del primer tramo del Metro de Santiago, el lunes 15 de septiembre de 1975.
Tras ello, ocupó por dos años la gerencia general de la Compañía de Petróleos de Chile.